# Gampung Jalan
Gampung Jalan is een bestuurslaag in het regentschap Aceh Timur van de provincie Atjeh, Indonesië. Gampung Jalan telt 495 inwoners (volkstelling 2010).